# Tempel van Bastet

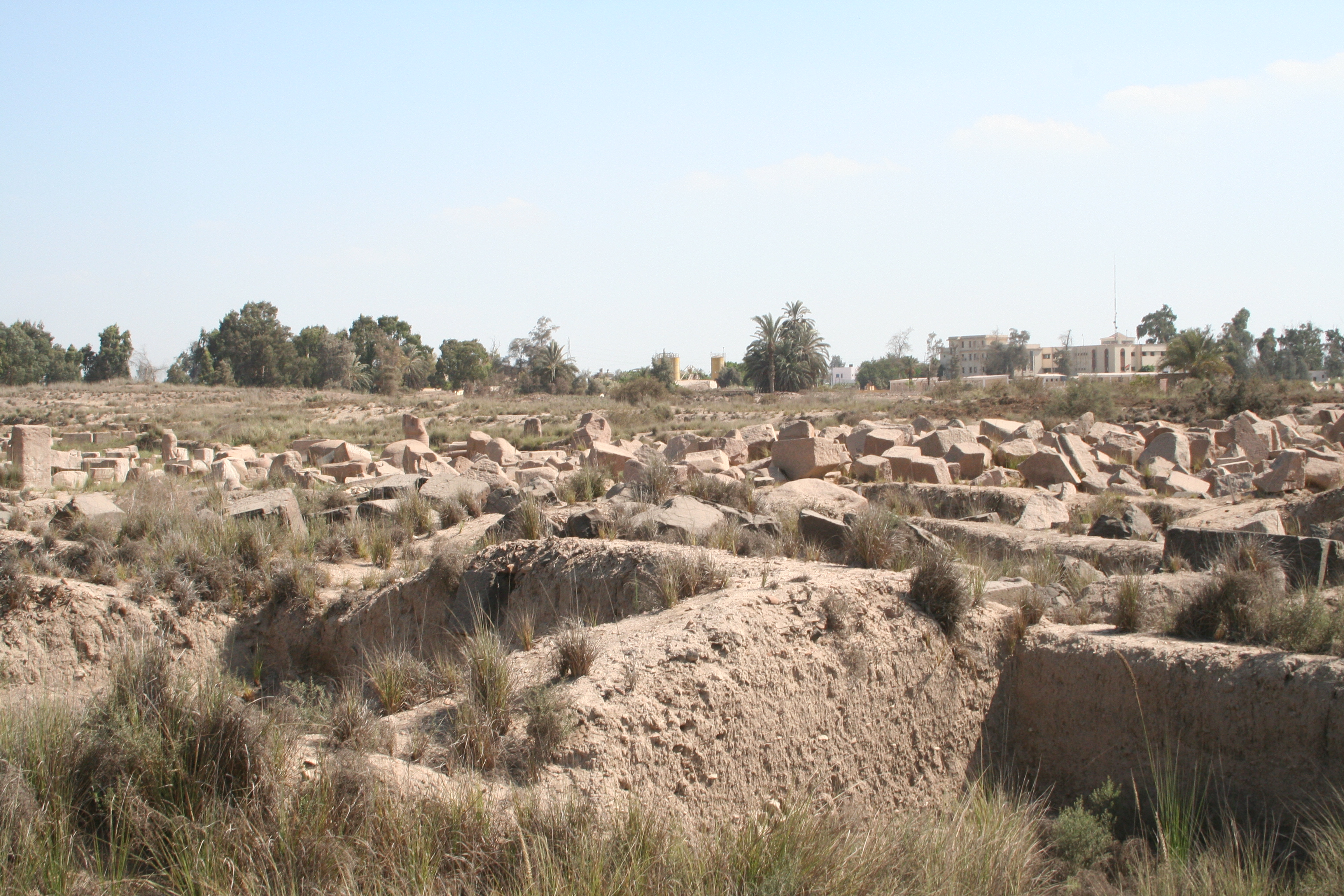
De huidige staat van de tempel

De tempel van Bastet in Bubastis (tegenwoordig Tell Basta nabij de stad Zagazig) is een oud-Egyptische tempel opgericht voor de Egyptisch katgodin Bastet.

## Bouwgeschiedenis
Van de geschiedenis over de tempel voor het Oude Rijk is weinig bekend. Maar hij stond er zeker al vanaf de vierde dynastie, dit valt te herleiden uit de hergebruikte stenen. Zo kunnen de namen van Choefoe, Chefren, Amenemhat I, Senoeseret I en Senoeseret III worden gelezen.
Osorkon II heeft een hypostyle zaal en een festivalzaal gebouwd en later heeft Nectanebo II de tempel afgewerkt met een heiligdom.
De tempel is vooral gekend via Herodotus die de tempel heeft beschreven. (Herod. ii, 59-60). Van de tempel is zeer weinig bewaard gebleven. Het is vooral door de beschrijving van Herodotus en archeologische opgravingen door Édouard Naville van 1887-1889 dat we een beeld kunnen vormen van het gebouw.

## Architectuur

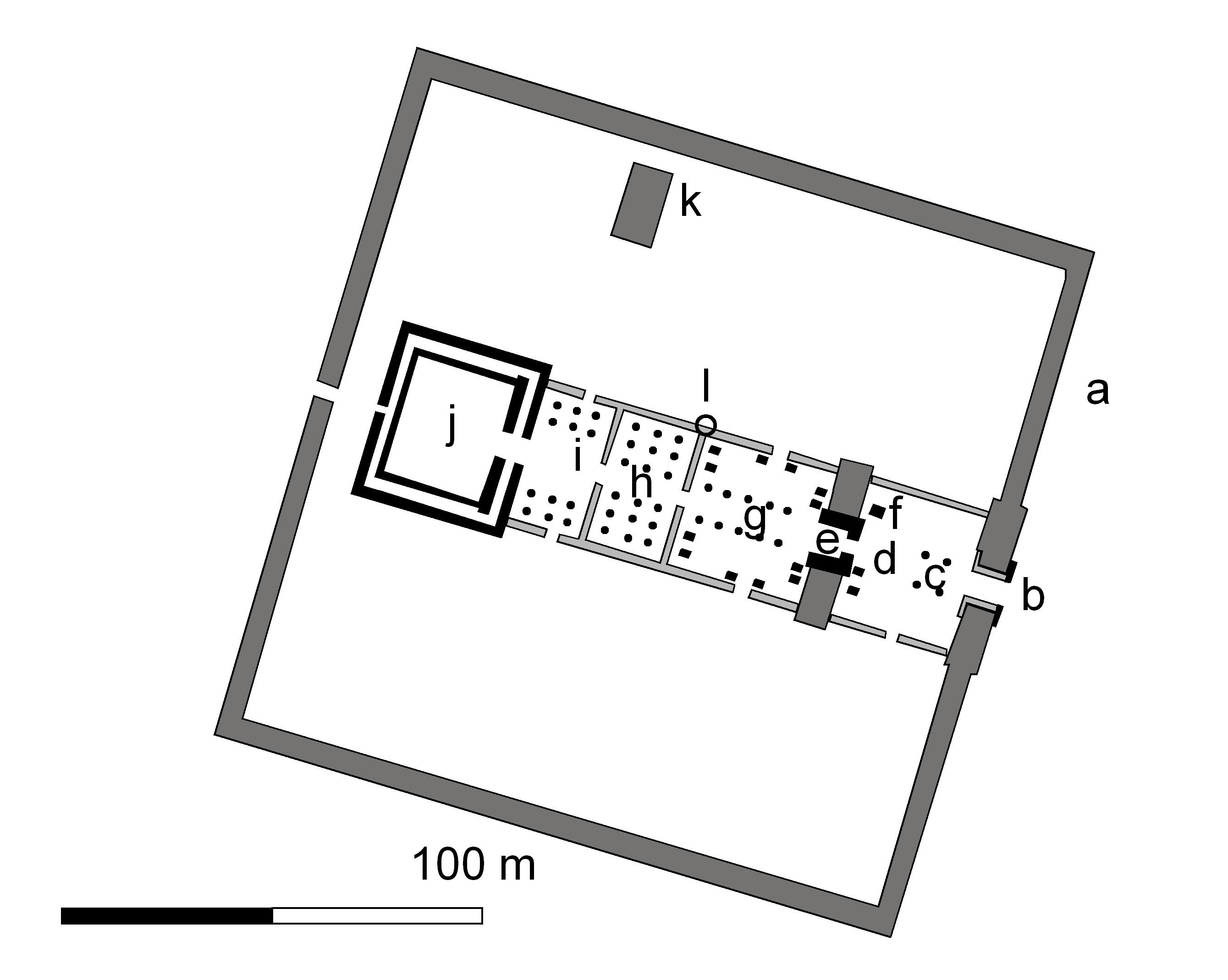
Schematische weergave van de tempel

De tempel zelf mat 50 op 180 meter, maar lag binnen een groter geheel van 313 op 400 meter. Eerst hebben we een deel gebouwd door Osorkon II. Via een propylon kwamen we op het festivalhof en daarna in een hypostyle zaal die gekenmerkt werd door hathor- en palmzuilen. Achteraan lag het deel van Nektanebo II. De tempel werd vooral gekenmerkt door het rode en zwarte graniet waarmee hij was opgetrokken.

## Festival van Bastet
In de tempel van Bastet werd jaarlijks het festival ter ere van de godin gehouden. Het festival (Feest van de dronkenheid) werd uitvoerig beschreven door Herodotus. Het festival was een van de grootste van het land en van overal kwamen mensen om deel te nemen. Volgens Herodotus namen er zo'n 700.000 mensen deel aan het festival.